# Call of the Mastodon
Call of the Mastodon è una compilation del gruppo musicale progressive metal/sludge metal statunitense Mastodon, pubblicata nel 2006 dalla Relapse Records.

## Il disco
Contiene materiale precedente al primo album Remission.
Call of the Mastodon era originariamente contenuta nel demo intitolato 9 Song Demo del 2000, con ancora il primo cantante Eric Saner in formazione. Il resto risale agli EP Slick Leg e Lifesblood.

## Tracce
1. Shadows That Move  – 3:53
2. Welcoming War  – 2:46
3. Thank You for This  – 1:41
4. We Built This Come Death  – 2:29
5. Hail to Fire  – 2:12
6. Battle at Sea  – 4:13
7. Deep Sea Creature  – 4:40
8. Slick Leg  – 3:29
9. Call of the Mastodon  – 3:39
10. Where Strides the Behemoth (Live) - 2:55*

* Traccia bonus dell'edizione giapponese

## Formazione
- Brent Hinds - chitarra, voce
- Bill Kelliher - chitarra
- Troy Sanders - basso, voce
- Brann Dailor - batteria